# راس‌گس
راس‌گس (به انگلیسی: RasGas) یا راس گاز شرکت گاز قطری است، که در زمینه تولید گاز طبیعی و ال‌ان‌جی فعالیت می‌نماید. شرکت راس‌گس در سال ۱۹۹۳ از مشارکت انتفاعی شرکت‌های قطر پترولیوم، اکسون و شرکت گاز کره راه‌اندازی شد و در حال حاضر مالک ۷ کارخانه گازمایع است و پس از شرکت قطرگس، دومین تولیدکننده ال‌ان‌جی در جهان می‌باشد.